# Bình Định (provincie)
Bình Định (uitspraak: [ɓiɲ21 ɗḭɲ31]) is een provincie van Vietnam. Het ligt aan de kust in centraal Vietnam. De hoofdstad is de havenstad Quy Nhơn, die zich op 1065 km ten zuiden Hanoi en op 649 km ten noorden van Ho Chi Minhstad bevindt. Ten noorden grenst Bình Định aan de provincie Quảng Ngãi, in het zuiden aan Phú Yên en in het westen aan Gia Lai. In het oosten van Bình Định ligt de Zuid-Chinese Zee. De provincie wordt beschouwd als dé weg naar zee vanuit de centrale hooglanden van het land.

## Districten
Bình Định is onderverdeeld in een stad (Quy Nhơn) en tien districten:
An Lão, Hoài Ân, Hoài Nhơn, Phù Mỹ, Phù Cát, Vĩnh Thạnh, Tây Sơn, Vân Canh, An Nhơn en Tuy Phước

## Aardrijkskundig
De provincie Bình Định heeft een oppervlakte van 6025 km² en heeft 134 km kust.
De geografie van de provincie is redelijk complex. De voornaamste typen landschap in de provincie zijn:
- Berglanden in het westen: ze beslaan zo'n 70% van de oppervlakte van de provincie. Ze bestaan uit de oostelijke randen van het zuidelijke Truong Songebergte. De gemiddelde hoogte is tussen 500 en 700 m, de hellingen zijn meer dan 25° steil en lopen in de noord-zuidrichting door de districten Hoài Ân, An Lão, Vĩnh Thạnh en Vân Canh. In Hoài Ân, Tây Sơn en Vân Canh zijn er toppen van meer van 1000 m.
- Heuvelland dat aansluit aan de bergen in het westen in de vlakten in het oosten: neemt ongeveer 10% van de oppervlakte in beslag. Er zijn lage heuvels en smalle valleien, loodrecht op de Truong Sonbergen, met hoogten onder de 100 m en hellingen van 10° tot 15°.
- Vlakke laaglanden aan de kust: zo'n 20% van de oppervlakte. De vlakten zijn smal en volgen de laagten van de rivieren. Ze zijn in veel kleine stukjes gesneden door de uitlopers van de bergen in de buurt van de zee; in de stukjes vlakte zijn lage heuvels. De vlakten zijn enigszins geheld zodat er veel erosie is. Bij de kusten zijn veel stuwdammen, baaien en havens. Deze regio's bevatten veel materialen voor de verwerkende industrie.

### Rivieren
De rivieren in de provincie zijn niet groot, hebben grote hellingen, zijn kort en bevatten niet veel water. De vier grootste rivieren zijn de Con (sông Côn), de Lai Giang (sông Lại Giang), de La Tinh (sông La Tinh) en de Ha Thanh (sông Hà Thanh). Samen met het netwerk van riviertjes in de bergen zorgen ze voor de mogelijkheden voor irrigatie en stuwdammen (met een vermogen van 182,4 miljoen kW). Deze rivieren zorgen jaarlijks voor overstromingen. Aan de andere kant zijn de rivieren tijdens het droge seizoen zeer droog en dan is er onvoldoende water voor irrigatie.

### Stuwmeren
Daarnaast heeft Bình Định een systeem van stuwmeren zoals het meer van Nui Mot (Núi Một in An Nhơn), het Hoi Sonmeer (Hội Sơn in Phù Cát), het Diem Tieu (Diêm Tiêu in Phù Mỹ) en het Thach Khe (Thạch Khê in Hoài Ân). Er zijn meren met zoet water zoals het Chau Truc (Châu Trúc in Phù Mỹ) en meren met zout water zoals Thi Nai (Thị Nại in Quy Nhơn) en De Gi (Đề Gi in Phù Cát en Phù Mỹ).

## Klimaat
Het klimaat van Bình Định is vochtig tropisch met moessons. De gemiddelde jaarlijkse temperatuur is 26° à 28°C. De gemiddelde regenval bedraagt jaarlijks 1700 à 1800 mm. Tijdens het regenseizoen (van augustus tot december) valt 70% tot 80% van de jaarlijkse regenval. Het regenseizoen valt samen met het seizoen van de stormen zodat er heel wat overstromingen optreden. Aan de andere kant veroorzaakt het lange droogseizoen soms droogten op heel wat plaatsen.